# Биоэквивалентность
Биоэквивалентность (фармакокинетическая эквивалентность) — степень подобия фармацевтически эквивалентного лекарственного средства по отношению к референтному препарату (обычно — дженерика к оригинальному патентованному средству). Определяется экспериментально, in vivo. Основные критерии биоэквивалентности — степень и скорость всасывания лекарства, время достижения максимальной концентрации в крови и её значение, характер распределения препарата в тканях и жидкостях организма, тип и скорость выведения препарата.
Выделяют также фармацевтическую биоэквивалентность, которая рассматривается, как полное воспроизведение препаратом-дженериком состава и лекарственной формы оригинального лекарственного препарата.
Биоэквивалентность (клиническое исследование) — вид клинического исследования лекарственного препарата, проведение которого осуществляется для определения скорости всасывания и выведения фармацевтической субстанции, количества фармацевтической субстанции, достигающего системного кровотока, и результаты которого позволяют сделать вывод о биоэквивалентности воспроизведенного лекарственного препарата в определенных лекарственной форме и дозировке соответствующему оригинальному лекарственному препарату.

## История
В 1971 г. Office of Technology Assessment (OTA) сформировал группу экспертов для изучения связи между химической (фармакокинетической) и терапевтической эквивалентностью лекарственных средств после чего в 1974 г. вышли рекомендации: «Drug bioequivalence. Recommendations from the Drug Bioequivalence Study Panel to the Office of Technology Assessment, Congress of the United States» на базе которых FDA сформулировало регуляторные требования для принятия данных о биодоступности. Развитие фармацевтического рынка требовало простого и прозрачного способа регистрации воспроизведенных лекарственных препаратов, в связи с чем в 1984 г. был выпущен акт «Drug Price Competition and Patent Term Restoration Act of 1984» позволяющий FDA регистрировать воспроизведенные продукты с помощью исследований биоэквивалентности.
Основа идеи биоэквивалентности состоит в принятии положения о том, что в случае если фармакокинетические параметры лекарственных препаратов идентичны, то данные препараты можно считать терапевтически эквивалентными, то есть обладающими одним и тем же фармакодинамическим эффектом. Однако, к этому моменту не были сформулированы четкие требования и критерии эквивалентности к подобным исследованиям. Так статистические критерии для определения биоэквивалентности формулировались с начала 80-х годов и претерпевали множественные изменения в период с 1981 по 1983 годы. Одним из первых в 1983 г. был предложен метод 75/75, который принимал гипотезу о биоэквивалентности в случае если 75 % индивидуальных отношений параметров Cmax и AUC T/R были в пределах 75-125 %. Далее в 1987 г. был предложен TOST метод (Two One-Sided Tests Procedure) на основании которого проходило дальнейшее развитие. В период с 1984 по 1992 FDA опубликовало серию различных рекомендаций по проведению исследований сравнительной биодоступности и в июле 1992 г. было выпущено руководство FDA «Statistical Procedures for Bioequivalence Studies Using a Standard Two-treatment Crossover Design» основанное на определении 90 % доверительного интервала для отношения логарифмически преобразованных данных. Данное руководство в дальнейшем послужило прообразом для современных требований к проведению исследований биоэквивалентности лекарственных средств.

## Цель исследования биоэквивалентности
Цель проведения исследований биоэквивалентности — доказать эквивалентность воспроизведенного (гибридного) лекарственного препарата референтному лекарственному препарату по качеству, чтобы экстраполировать результаты доклинических испытаний и клинических исследований, проведенных в отношении референтного лекарственного препарата, на воспроизведенный (гибридный) лекарственный препарат. Проведение исследований биоэквивалентности требуется при внесении изменений в регистрационное досье зарегистрированного лекарственного препарата (в частности, при изменении состава вспомогательных веществ, технологии производства, места производства, укрупнении или разукрупнении промышленной серии и т. д.), на предрегистрационном этапе при существенном изменении состава, технологии производства лекарственного препарата (если основные доклинические и клинические исследования проведены с неизмененным лекарственным препаратом и необходимо экстраполировать полученные данные о безопасности и эффективности на измененный лекарственный препарат), при изменении лекарственной формы с немедленным высвобождением на лекарственную форму с модифицированным высвобождением, разработке комбинированных лекарственных препаратов и в иных случаях.

## Оценка биоэквивалентности
Чаще всего биоэквивалентность устанавливается в ходе проведения клинических исследований с участием здоровых добровольцев (субъектов исследования). Однако, в случае если лекарственный препарат способен нанести гарантированный вред здоровью, такие исследования проводятся с участием пациентов, которым показано применение данного препарата, к примеру у пациентов страдающих ВИЧ и онкологическими заболеваниями.
Непосредственная оценка биоэквивалентности проводится на основании сравнения фармакокинетических параметров исследуемых лекарственных препаратов, полученных после приема этих препаратов субъектами исследования. В соответствии с применимыми требованиями биоэквивалентность оценивается на основании параметров AUC (площадь под фармакокинетической кривой) и Cmax (максимальная концентрация). Для этого оцениваемые параметры подвергаются логарифмическому преобразованию, а затем статистическому анализу, который проводится с учетом влияния факторов: лекарственный препарат, период, последовательность, субъект. В ходе статистического анализа выполняется вычисление 90 % доверительных интервалов для разницы логарифмически преобразованных параметров между референтным и тестируемым препаратами (LSM Difference). В случае если искомый доверительный интервал находится в границах 80.00 — 125,00 %, тестируемый лекарственный препарат признается биоэквивалентным референтному лекарственному препарату.

## Дизайн исследования биоэквивалентности
В исследованиях биоэквивалентности применяются следующие типы дизайна (общий план исследования):
- Параллельный дизайн
- Перекрестный дизайн 2Х2
- Репликативный дизайн
- Адаптивный дизайн

Как правило, исследования биоэквивалентности проводятся по перекрестному дизайну 2Х2. Это означает, что каждый субъект исследования (доброволец) принимает оба препарата. Общая популяция добровольце в данном случае делится на две группы — последовательности. Одна группа «TR» сперва принимает тестируемый лекарственный препарат, затем референтный. Вторая группа «RT» принимает препараты в обратной последовательности. Между приемами лекарственного препарата дизайном исследования предполагается «период отмывки» — это время необходимое для того, что бы препарат полностью вывелся из организма.
В случае если препарат выводится их организма очень медленно, исследование биоэквивалентности может быть проведено по параллельному дизайну. В этом случае каждый доброволец принимает один лекарственный препарат. Проведение исследования по репликативному дизайну возможно если для фармакокинетических параметров этого препарата характерна высока вариабельность. В этом случае каждый доброволец может принимать лекарственный препарат 3 или 4 раза.

## Расчет необходимого объема выборки
Расчет необходимого объема выборки — важная часть при планировании исследования биоэквивалентности, так как для возможности проведения такого исследования размер популяции должен быть обоснован с научной и этической точки зрения.
При расчете необходимого количества участников обычно используются данные внутри-индивидуальной вариации исследуемых фармакокинетических параметров. Для реализации таких расчетов может быть применим пакет PowerTOST для среды вычислений R Project или при помощи пакета ClinicalTrialUtilities для среды вычислений Julia. Также при вычислении объема выборки могут быть использованы алгоритмы на основе методов Монте-Карло, при этом возможна оценка необходимой выборки с учетом влияния других параметров (гетероскедастичность, адаптивный дизайн и д.р.).

## Использование данных по биоэквивалентности
Исследования биоэквивалентности обеспечивают достаточную эффективность и безопасность «качественного дженерика», сравнимую с качеством оригинального лекарственного средства.

## Причины неполной биоэквивалентности
- Различия в составе и структуре субстанций для производства препарата (примеси, изомерия, кристаллическая форма и пр.)
- Различия в составе вспомогательных веществ, использованных для производства дженерика
- Различия в технологии производства лекарственных форм